# ChibiOS/RT
ChibiOS/RT est un  système d'exploitation temps réel rapide et compact supportant différentes architectures et est un logiciel libre sous licence GPLv3. Il est développé par Giovanni Di Sirio.
Il est notamment utilisé par le synthétiseur Axoloti sur un processeur STM32 F4 de STMicroelectronics.